# Dasychira striata
Dasychira striata är en fjärilsart som beskrevs av Holland 1893. Dasychira striata ingår i släktet Dasychira och familjen tofsspinnare. Inga underarter finns listade i Catalogue of Life.